# RML 497
Le RML 497 (ou Rescue Motor Launch no 497) était un Motor Launch de la Royal Navy, de la classe chaloupe à moteur Fairmile type B durant la Seconde Guerre mondiale. Il a été renommé Western Lady III à son entrée au service civil, comme bateau à passagers pour la compagnie de ferry Western Lady Ferry Service. De 2009 à 2015, il a navigué comme The Fairmile pour la Greenway Ferry en croisière de journée de Torquay et Brixham à Dartmouth et Greenway.
En mai 2013, il a repris son aspect d'origine de temps de guerre et en décembre 2015, le RML 497 a été acquis par le National Museum of the Royal Navy (en) . Ce bâtiment est inscrit au registre du National Historic Ships  depuis 1996 et il est aussi l'un des nombreux bateaux de la National Historic Fleet.

## Conception
La conception des navires de Fairmile Merine était celui d'un navire à passagers à coque en bois. Il était basé sur une coque de destroyer, mais plus petite, pour avoir une vitesse d'origine de quelque 20 nœuds. La coque était divisée en compartiments étanches, celui du milieu du navire recevait la salle des machines. Le pont principal est le pont passager ouvert vers l'avant et à l'arrière le salon principal des passagers.

## Histoire

### Service de guerre
Le RML 497 a été construit dans une série de 650 unités d'une conception multi-usage. 50 modèles ont été attribués pour le sauvetage en mer, y compris le RML 497, qui furent équipés d'une infirmerie à l'arrière.
RML 497 a été construit en 1941, et mis en service en juillet 1942 dans la 62e ML Flottille, basée à l'île de Portland. En janvier 1944 il a été transféré à Kirkwall , dans les îles Orcades et utilisé comme remorqueur de cible anti-sous-marine. En août de la même année, il a été envoyé à Appledore dans le Devon. Il a ensuite été transféré à la 69eFlottille à Felixstowe, avant d'être mis hors service à la fin de la guerre, et vendu à Chichester Harbour.

### Western Lady Ferry
En 1946, Mr Edhouse de Totnes achète le RML 497 et trois autres, et les convertit comme navires à passagers. Les quatre nouveaux ferrys ont été nommés  Western Lady, Western Lady II, Western Lady III et Western Lady IV. Les moteurs ont été changés réduisant leur vitesse à 14 nœuds. La société Western Lady Ferry a été vendue en 1963 à Torbay Boat Construction Co Ltd, du chantier naval Dolphin à Galmpton. En 1967, Western Lady III (ex-RML 497) a navigué un certain temps pour des croisières autour de la baie de Dublin, sous le parrainage du gouvernement irlandais.
À partir de 2003, les quatre unités sont peu à peu remplacées par d'autres ferrys.

### Fairmile Classic Cruises
Western Lady III, le dernier navire restant en activité, a été acheté en 2007 par Fairmile Classice Cruises, qui l'a exploité à partir de Swanage pour des croisières le long du littoral du Dorset et de l'est du Devon et à Yarmouth sur l'île de Wight. Au début de 2009, la société ayant accumulé des dettes, le navire avait été saisi par la Maritime and Coastguard Agency(MCA). Les propriétaires de la Greenway Ferry ont pu le revendre avant la mise aux enchères, et le Western Lady III est retourné à Brixham.

### Greenway Ferry
Après son retour à Brixham, Lady Western III est allé en Cornouailles où il a été remis aux normes du moment et a reçu une rénovation de sa décoration intérieure en style Art déco. Il a été rebaptisé The Fairmile pour éviter toute confusion avec les ferrys de la Wertern Lady Ferry service, et aussi de repréciser son origine. En août 2009, il est retourné à Torbay. Il a remplacé MV Riviera Belle dans la compagnie Greenway Ferry.
En mai 2013, il a été remis en service après une remise en état au cours de l'hiver pour reprendre sa ligne d'origine du temps de guerre, y compris sa peinture de camouflage et le numéro de service d'origine.
En juillet 2015, Greenway Ferry a vendu l'ancien The Fairmile .

### Musée National de la Marine
En décembre 2015, le navire a été acquis par le Musée National de la Marine royale  en reprenant son nom d'origine RML 497 comme bâtiment de la National Historic Fleet.